# Das Heim und die Welt

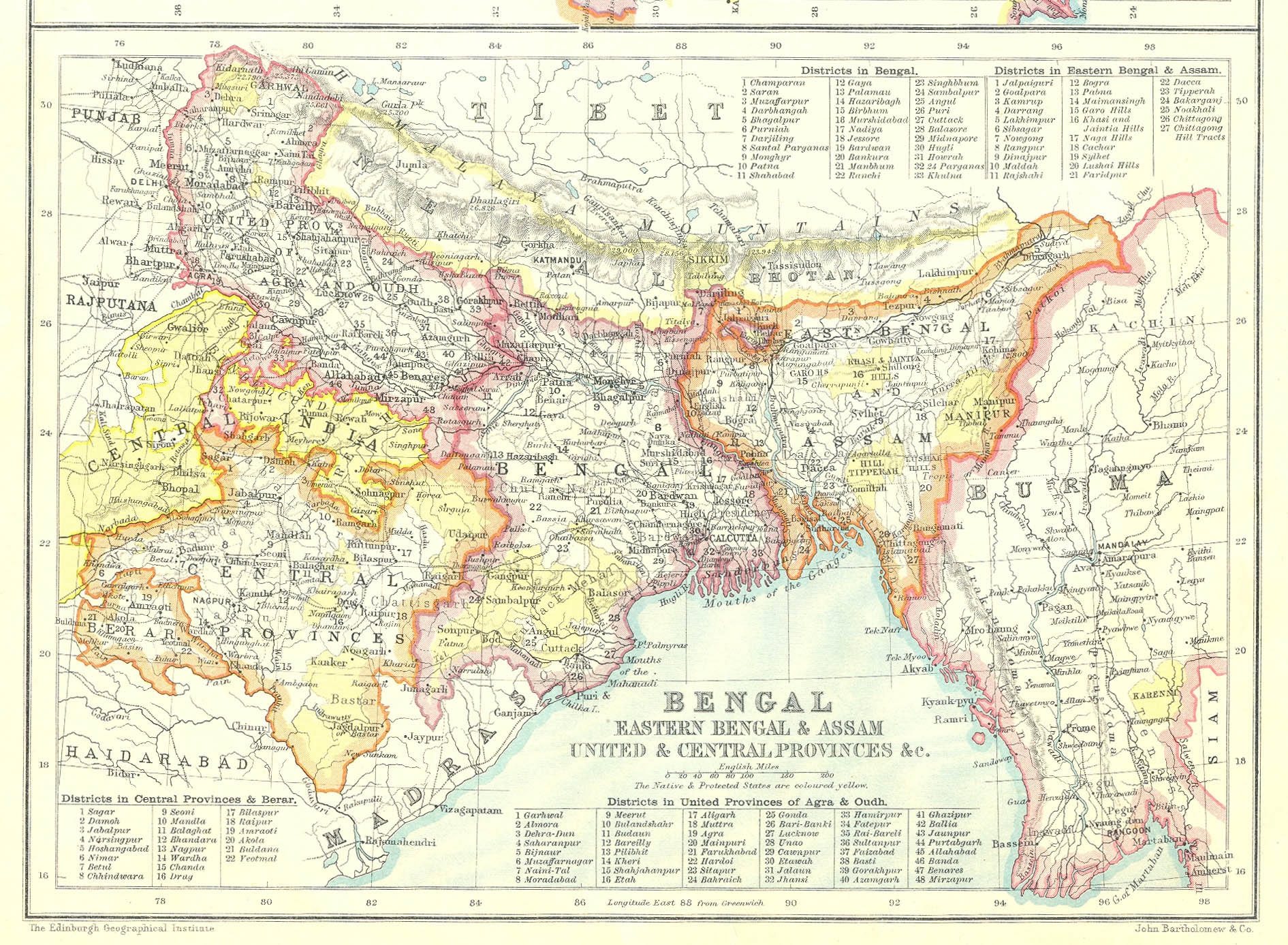
Die Präsidentschaft Bengalen im Jahre 1912, noch vor der Wiedervereinigung

Das Heim und die Welt (bengalisch ঘরে বাইরে Ghare Bāire; wörtlich: „Daheim und draußen“) ist ein Roman (politischer Roman, Eheroman), den der indische Literaturnobelpreisträger Rabindranath Tagore (eigentlich Rabindranath Thakur) in bengalischer Sprache veröffentlicht hat. Die Erstveröffentlichung erfolgte 1915/1916 seriell in der Zeitschrift Sabuy Patra; als Buch kam der Roman 1916 auf den Markt. Eine englische Übersetzung (The home and the world) erschien 1919, eine deutsche im Jahre 1920.
Der Roman hat den Rang eines Nationalromans insofern, als er Themen behandelt, die im öffentlichen Diskurs Bengalens in der Zeit seiner Nationenbildung eine zentrale Rolle spielten, insbesondere die Zerrissenheit zwischen der Begeisterung für die Ideen der westlichen Kultur und der Revolution gegen diese Kultur. Auch der Autor selbst war in diesem Konflikt gefangen, vertrat in Zweifelsfällen aber eher pazifistische und pro-westliche Positionen.

## Hintergrund der Handlung

Seit der Staatsgründung im Jahre 1947 zeigt die Flagge Indiens das Symbol der Swadeshi-Bewegung: das Spinnrad (Charkha) als Ausdruck der Unabhängigkeit des Landes von fremden (Textil-)Importen.

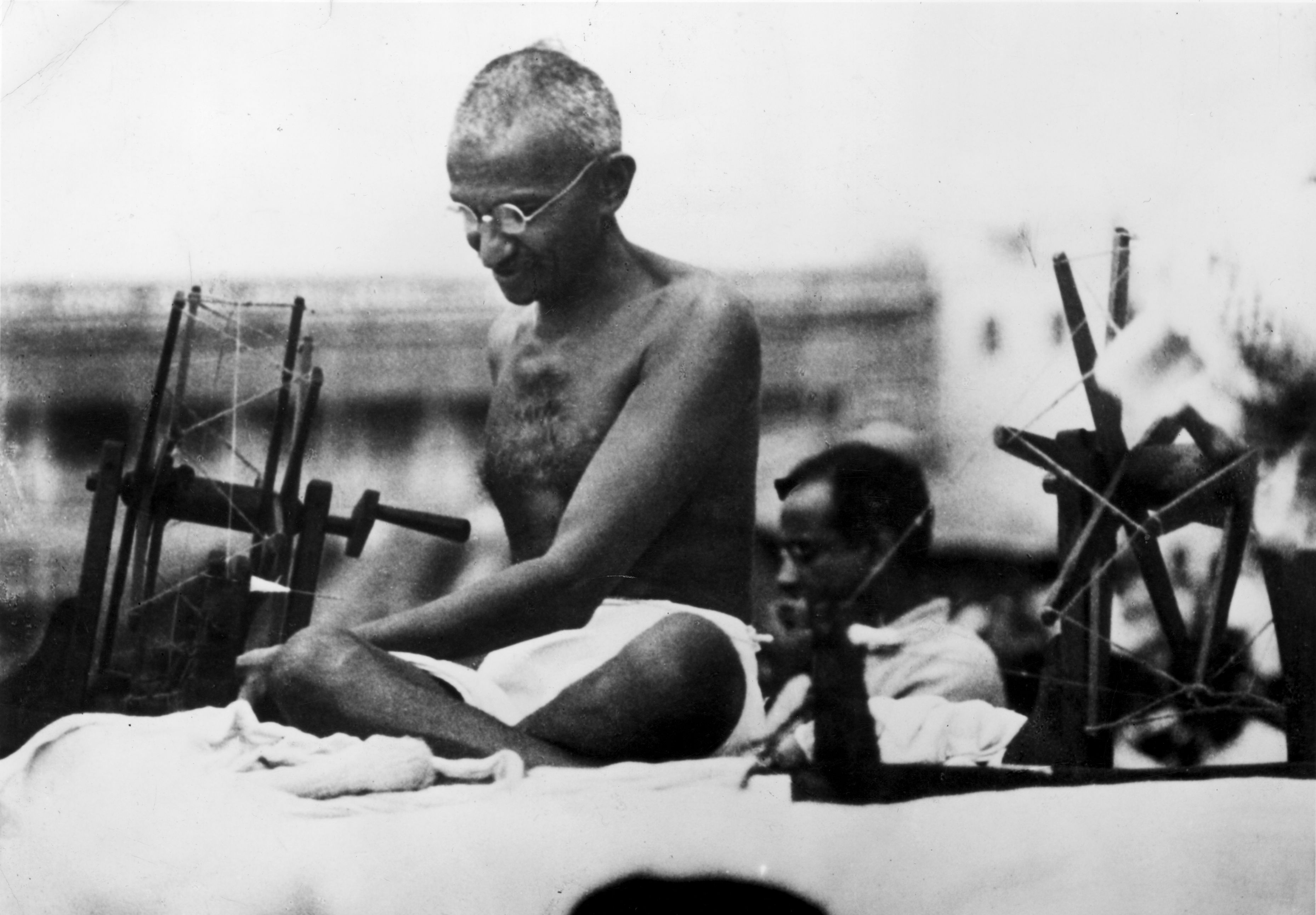
Mahatma Gandhi 1925 beim Handspinnen

Indien war bis 1947 britische Kolonie. Britisch-Indien bestand aus drei „Präsidentschaften“: Bombay, Madras und Bengalen. Vorgeblich aus verwaltungstechnischen, tatsächlich aber aus machttaktischen Gründen hatten die Briten Bengalen von 1905 bis 1912 sogar in zwei Territorien geteilt, in denen Hindus und Muslime getrennt voneinander leben sollten. Hintergrund der Romanhandlung ist die 1905 entstandene Swadeshi-Bewegung, die zur prominentesten Strömung innerhalb der indischen Unabhängigkeitsbewegung wurde. Ihr zentrales Anliegen war eine Stärkung des indischen Nationalbewusstseins durch den Boykott ausländischer Waren und die Umstellung des Markts hin zur Selbstversorgung, wobei die Aufmerksamkeit besonders der indischen Baumwollproduktion galt, die den Import von Textilien ersetzen sollte. Mahatma Gandhi setzte die Swadeshi-Bewegung später fort, und zwar nicht nur durch seinen Einsatz fürs Handspinnen, sondern auch durch seine Beteiligung an der Verbrennung ausländischer Textilien (1921 in Mumbai).
Dem Kampflied der Bewegung, Vande Mataram, dessen Bedeutung noch heute fast die der indischen Nationalhymne Jana Gana Mana erreicht, liegt ein Gedicht von Bankim Chandra Chattopadhyay zugrunde. Der Liedtitel bedeutet wörtlich: „Sei gepriesen, Mutter [Indien]“. Vor dem Hintergrund der allegorischen Gleichsetzung Indiens mit einer Mutter ist zu verstehen, dass im Roman der Revolutionsführer Sandip die von ihm geliebte Bimela zu einer Symbolfigur der patriotischen Bewegung machen will.
Tagore hat zur Swadeshi-Bewegung direkt und indirekt beigetragen, etwa 1896, als er als erster Vande Maataram in einem politischen Kontext öffentlich gesungen hat, und als er sich nach 1905 an die Spitze des Protests gegen die Teilung Bengalens setzte, nicht zuletzt als Autor patriotischer Gedichte wie Banglar Maati Banglar Jol. Dennoch behagten ihm der Chauvinismus und die Xenophobie der Swadeshi-Bewegung nicht: „Patriotismus kann nicht unser letzter spiritueller Mittelpunkt sein, ich werde es dem Patriotismus nie erlauben, über das Menschentum zu triumphieren“. An anderer Stelle schrieb er: „Wenn die Organisation der Politik und der Wirtschaft, die auch ‚Nation‘ heißt, allmächtig wird auf Kosten der Harmonie des höheren sozialen Lebens, dann ist dies ein böser Tag für das Menschentum.“
Aus den vielen Themen dieses geschichtlichen Kontextes griff Tagore für den Roman drei heraus: die Probleme des von der Kolonialmacht beherrschten Marktes, die Ethik der Gewalt und die Frage, was es für den Menschen bedeutet, einer Nation anzugehören.

## Handlung

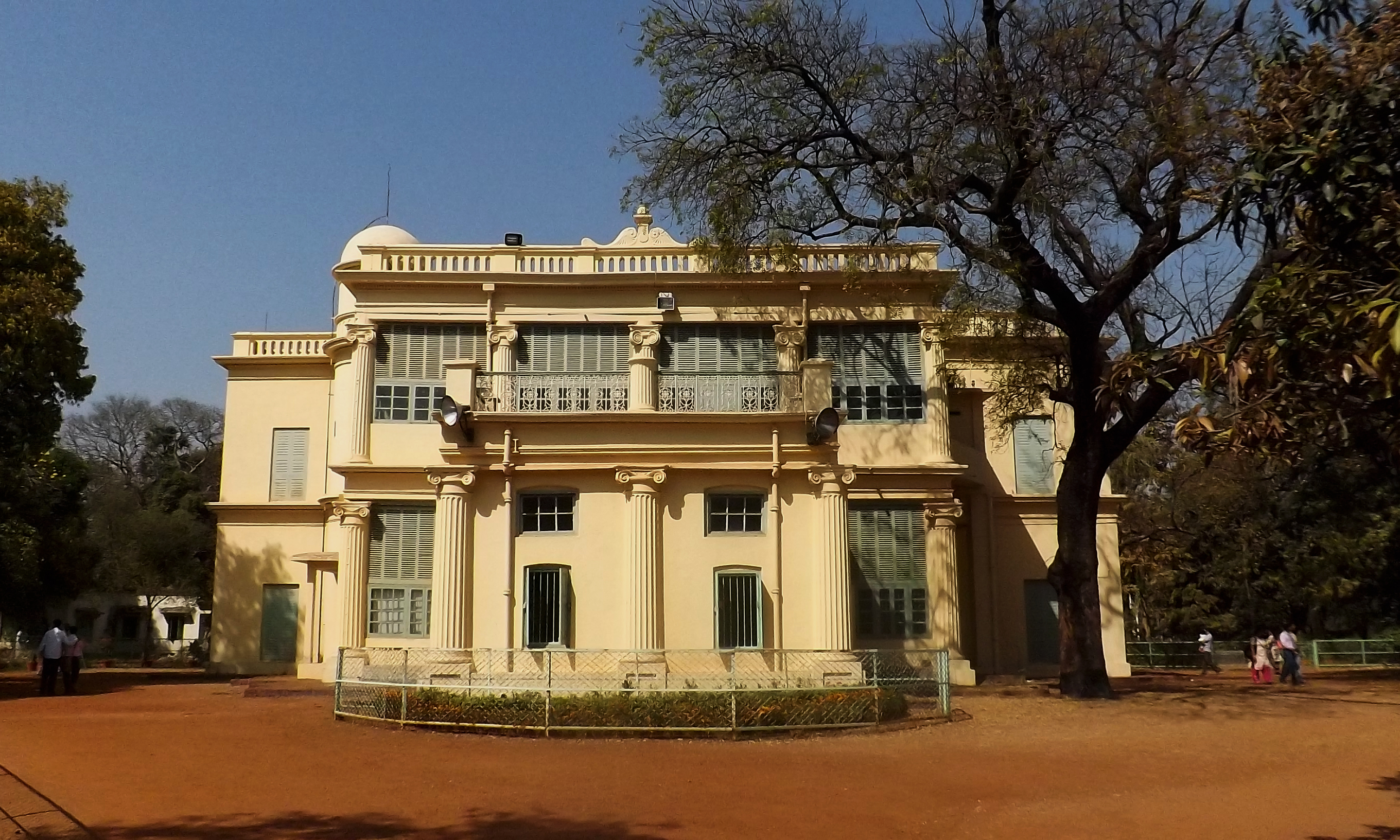
Tagore, der wie sein Protagonist Nikhil in die Kaste der Brahmanen geboren wurde, lebte seit 1901 meist in Shantiniketan, 140 km nordwestlich von Kolkata, und schrieb dort wahrscheinlich auch Das Heim und die Welt.

Ort der Handlung ist ein unbezeichneter Fürstensitz in Bengalen, die Zeit das frühe 20. Jahrhundert, das auch die Zeit der „bengalischen Renaissance“ war, in der Bengalen zu einer modernen Gesellschaft wurde.
Nikhil, ein Maharadscha, hat vor neun Jahren Bimela geheiratet, die damals noch fast ein Kind war. Obwohl ihre Ehe harmonisch ist, möchte Nikhil, dass Bimela aus dem beschränkten kleinen Kosmos ihrer Frauengemächer in die Welt heraustritt. Er ist überzeugt, dass ihre Liebe nur dann wahr ist, wenn seine Frau der Welt ebenso zugewandt ist wie er selbst.
Sein erster Schritt zu diesem Ziel besteht darin, dass er Bimela Sandip vorstellt, den charismatischen Führer der Swadeshi-Bewegung. Sie besteht darauf, dass Sandip Nikhils Anwesen besucht, und tatsächlich schlägt Sandip dort sein Hauptquartier auf. Sandip und Bimela fühlen sich stark zueinander hingezogen. Sandip verkörpert alles, was Bimela an einem Mann faszinierend findet, und so lässt sie sich auch von seiner Revolutionsbegeisterung anstecken und beginnt die Rollen zu spielen, in denen Sandip sie sieht: die einer persönlichen Muse, aber auch die einer Personifikation Bengalens, einer Königin-Göttin der Swadeshi-Bewegung. Auf Sandips Drängen stiehlt Bimela 6.000 Rupien aus Nikhils Geldschrank, fühlt darüber aber schon im nächsten Augenblick bittere Reue. Da Sandips Verhalten zwiespältig ist und Bimela Anlass sowohl zu Begeisterung als auch zu Abscheu gibt, verlässt diese Reue sie auch nicht mehr.
Nikhil weiß von dem Diebstahl zunächst nicht, spürt aber, dass er seine Frau an Sandip verlieren wird. So sehr ihn dies schmerzt, entschließt er sich, sie freizugeben.
Um das gestohlene Geld zu ersetzen, entsendet Bimela Sandips jungen Gefolgsmann Amulya, der ihr bedingungslos ergeben ist, mit dem Auftrag, ihre Juwelen zu verkaufen. Für eine Bengalin ist dies – wie Tagore im Roman explizit erklärt – das äußerste Opfer, denn ihr Schmuck repräsentiert für sie alles, was sie als Person wert ist. Amulya bringt es darum auch nicht fertig, ihr zu gehorchen, sondern stiehlt stattdessen 6.000 Rupien aus Nikhils Schatzhaus. Zu spät erkennt Bimela, dass sie mit ihren Versuchen, ihren ersten Fehler (den Gelddiebstahl) zu korrigieren, die Sache immer schlimmer macht, indem sie nun Amulya in Lebensgefahr bringt.
Als Nikhil Bimela ihren Betrug verzeiht, erkennt sie, dass es nicht Sandip, sondern Nikhil ist, den sie zutiefst liebt.
Der radikale bengalische Patriot Sandip bekämpft die Muslime ebenso wie die Engländer. Als die Muslime sich erheben, flieht er, während Nikhil unerschrocken zum Ort des Geschehens reist, um zu versuchen, den Frieden wiederherzustellen. Der Roman endet abrupt damit, dass ein Bote Bimela mitteilt, dass Amulya erschossen und Nikhil durch einen Schuss in den Kopf schwer verletzt wurde.

## Form
Der Roman ist in 50 Abschnitte gegliedert, die auf zwölf Kapitel verteilt sind. Die drei Hauptfiguren erscheinen darin im Wechsel als Ich-Erzähler: Bimela in 23, Nikil in 16 und Sandip in 11 Abschnitten. Charakteristisch für das Werk sind zahlreiche intertextuelle Bezüge; so verweist es nicht nur auf das Lied Vande Mataram, sondern auch auf das Mahabharata- und das Ramayana-Epos, die Bhagavad Gita, das Schauspiel Abhijnanashakuntala, die Upanishaden, auf Siddharta, generell auf die indische bzw. hinduistische Mythologie und Religion (Shakti, Avatara, Bhairava), sowie auf den Dichter Jayadeva und die westlichen Schriftsteller Henri-Frédéric Amiel und Robert Browning.

## Figuren
NikhilDer Provinzfürst Nikhil, der mit seinen Auffassungen ein – freilich zugespitztes – Alter Ego des Autors darstellt, ist ein friedliebender, bedächtig handelnder Mann, der liberal denkt, an Fortschritt und Modernisierung glaubt und das Beste für seine Familie ebenso wie für seine Gemeinschaft wünscht. Er lehnt Gewalt ab, und zwar selbst da, wo sie die nationale Unabhängigkeit voranbringen könnte, denn Gewalt beschädigt nach seiner Auffassung immer auch dasjenige, dem sie zugutekommen soll. Mit seinen politischen Überzeugungen ist er Sandip stets einen Schritt voraus. So hatte er, als Sandip sich für Politik noch gar nicht interessiert hat, schon Versuche unternommen, die einheimische Produktion zu stärken und die ausländischen Importe zurückzudrängen. Da dies für die Kaufleute nicht funktioniert hatte, war er von der Boykottidee aber wieder abgekommen. Später ermutigt er Bimela, westliche Kleidung zu tragen, und holt für sie sogar eine Englischlehrerin ins Haus, Miss Gilby.
BimelaNikhils Ehefrau. Obwohl sie ihn, wie es der Tradition entspricht, nicht selbst gewählt hat, liebt sie Nikhil aufrichtig und tief und wünscht sich zunächst gar nichts anderes, als ihm ihr Leben lang zu dienen. Unter den Hauptfiguren ist sie diejenige, die für Tradition steht. Nachdem sie Sandip begegnet, ist sie fasziniert, weil er eine bis dahin nicht gekannte Aufregung in ihr Leben bringt und weil er sie, die bisher als hässlich und unscheinbar galt und in einem für sie aussichtslosen Wettkampf mit einer älteren Schwägerin stand, zur strahlenden „Bienenkönigin“ stilisiert. Nikhil ermutigt sie, ihre Frauengemächer (Purdah) zu verlassen und seine persönlichen Räume als ihre gemeinsamen zu nutzen. Er duldet sogar – was in dieser Zeit als ungeheuerlicher Konventionsbruch gilt – dass Bimela darin auch in Nikhils Abwesenheit Sandip empfängt und mit diesem beliebige Vieraugengespräche führt.
SandipNikhils Jugendfreund, inzwischen der charismatische Führer der Swadeshi-Bewegung, ein glühender bengalischer Nationalist, der seine Heimat von allem „fremden“ Einfluss zu befreien bestrebt ist, einschließlich des Einflusses der bengalischen Muslime, mit denen die Hindus seit Jahrhunderten friedlich zusammengelebt haben. Sandip ist in eine weniger privilegierte Kaste geboren als sein Freund und im Laufe der Handlung zeigt es sich, dass es seine große Begeisterung für Macht und Geld ist, von der er angetrieben wird. Er sieht sich als eine Art Übermensch, der nur seinem eigenen Willen unterworfen ist. Dass er trotz seiner Schwächen Nikhils Freundschaft verdient, zeigt sich darin, dass er seinen moralischen Kompass nie vollständig verliert, sondern zum Beispiel schließlich doch das Gold, das Bimela für ihn gestohlen hatte, zurückgibt.

## Rezeption und Verfilmung
Eine viel beachtete Rezension hat 1922 Georg Lukács geschrieben. Anders als die meisten anderen zeitgenössischen deutschen Intellektuellen hatte Lukács von Tagore als Schriftsteller und auch als Denker keine hohe Meinung. Er fand die Charaktere flach, die Geschichte fantasielos, unoriginell und uninteressant. Befremdet war er darüber, dass Tagores Stellungnahme zur Frage, ob Gewalt gegen die Kolonialherren – Lukács war Marxist und sah Britisch-Indien als ein brutal unterdrücktes, versklavtes Land – gerechtfertigt sei, sich im Appell erschöpfe, die Inder spirituell zu erlösen und ihre Seelen vor der Gefahr zu schützen, die von Gewalt, Betrug usw. ausgehe. Irrtümlich meinte Lukács, Tagore habe mit Sandip ein Porträt Gandhis liefern wollen; Gandhi war jedoch erst 1915 aus England eingereist und in der Zeit, in der Tagore den Roman schrieb, als politische Persönlichkeit in Indien noch völlig unbekannt. Zu einem Begriff wurde er dort erst durch sein Engagement im Kontext der Khilafatbewegung (1919–1924).
Die britische Zeitung The Daily Telegraph, die 2014 eine Liste der „10 besten asiatischen Romane aller Zeiten“ zusammengestellt und veröffentlicht hat, nahm Das Heim und die Welt darin zwar nicht auf, nannte den Roman jedoch in der Shortlist.
Satyajit Ray, einer der bedeutendsten Regisseure des bengalischen Kinos, hat den Stoff adaptiert und als Spielfilm inszeniert. Der Film Das Heim und die Welt kam 1984 in die Kinos und wurde im Anschluss mit dem National Film Award ausgezeichnet.

## Ausgaben (Auswahl)
- The home and the world. MacMillan and Co., Limited, London 1919 (ins Englische übertragen von Surendranath Tagore).
- Ghare-bāire. Biśvabhāratī-Granthālaýa, Kolkata 1920.
- Das Heim und die Welt. Kurt Wolf, München 1920 (ins Deutsche übertragen von Helene Meyer-Franck).
- Das Heim und die Welt. Hofenberg, 2022, ISBN 978-3-7437-3462-3 (ins Deutsche übertragen von Helene Meyer-Franck).

## Sekundärliteratur
- Radha Chakravarty: Novelist Tagore. Gender and Modernity in Selected Texts. Routledge, London, New York New Delhi 2013, ISBN 978-0-415-84043-9 (Kapitel The Home and the World: Gender and Nationalism, S. 92–108).
- Pradip Kumar Datta (Hrsg.): Rabindranath Tagore's The Home and the World: A Critical Companion. Anthem Press, London 2005, ISBN 1-84331-099-6 (eingeschränkte Vorschau in der Google-Buchsuche).